# Temporada 1999-2000 de los Indiana Pacers
La temporada 1999-2000 fue la vigesimocuarta de los Indiana Pacers en la NBA, tras la fusión de la liga con la ABA, donde había jugado nueve temporadas más. La temporada regular acabó con 56 victorias y 26 derrotas, ocupando el primer puesto de la conferencia Este, clasificándose para los playoffs, en los que cayeron en las Finales de la NBA ante Los Angeles Lakers.

## Elecciones en elDraft
| Ronda | Puesto | Jugador           | Posición | Nacionalidad   | Universidad |
| ----- | ------ | ----------------- | -------- | -------------- | ----------- |
| 1     | 26     | Vonteego Cummings | Base     | Estados Unidos | Pittsburgh  |

## Temporada regular
| División Central    | División Central | División Central | División Central | División Central | División Central | División Central | División Central | División Central |
| Equipo              | G                | P                | %                | PD               | Casa             | Fuera            | Div              |                  |
| ------------------- | ---------------- | ---------------- | ---------------- | ---------------- | ---------------- | ---------------- | ---------------- | ---------------- |
| y-Indiana Pacers    | 56               | 26               | .683             | –                | 36–5             | 20–21            | 20–8             |                  |
| x-Charlotte Hornets | 49               | 33               | .598             | 7                | 30–11            | 19–22            | 20–8             |                  |
| x-Toronto Raptors   | 45               | 37               | .549             | 11               | 26–15            | 19–22            | 16–12            |                  |
| x-Detroit Pistons   | 42               | 40               | .512             | 14               | 27–14            | 15–26            | 16–12            |                  |
| x-Milwaukee Bucks   | 42               | 40               | .512             | 14               | 23–18            | 19–22            | 16–12            |                  |
| Cleveland Cavaliers | 32               | 50               | .390             | 24               | 22–19            | 10–31            | 8–20             |                  |
| Atlanta Hawks       | 28               | 54               | .341             | 28               | 21–20            | 7–34             | 11–17            |                  |
| Chicago Bulls       | 17               | 65               | .207             | 39               | 12–29            | 5–36             | 5–23             |                  |

## Playoffs

### Primera ronda
Indiana Pacers vs. Milwaukee Bucks
| Fecha       | Partido                                | Ciudad       |
| ----------- | -------------------------------------- | ------------ |
| 23 de abril | Indiana Pacers 88, Milwaukee Bucks 85  | Indianapolis |
| 27 de abril | Indiana Pacers 91, Milwaukee Bucks 104 | Indianapolis |
| 29 de abril | Milwaukee Bucks 96, Indiana Pacers 109 | Milwaukee    |
| 1 de mayo   | Milwaukee Bucks 100, Indiana Pacers 87 | Milwaukee    |
| 4 de mayo   | Indiana Pacers 96, Milwaukee Bucks 95  | Indianapolis |
|             | Indiana Pacers gana las series 3-2     |              |

### Semifinales de Conferencia
Indiana Pacers vs. Philadelphia 76ers
| Fecha      | Partido                                   | Ciudad       |
| ---------- | ----------------------------------------- | ------------ |
| 6 de mayo  | Indiana Pacers 108, Philadelphia 76ers 91 | Indianapolis |
| 8 de mayo  | Indiana Pacers 103, Philadelphia 76ers 97 | Indianapolis |
| 10 de mayo | Philadelphia 76ers 89, Indiana Pacers 97  | Filadelfia   |
| 13 de mayo | Philadelphia 76ers 92, Indiana Pacers 90  | Filadelfia   |
| 15 de mayo | Indiana Pacers 86, Philadelphia 76ers 107 | Indianapolis |
| 19 de mayo | Philadelphia 76ers 90, Indiana Pacers 106 | Filadelfia   |
|            | Indiana Pacers gana las series 4-2        |              |

### Finales de Conferencia
Indiana Pacers vs. New York Knicks
| Fecha      | Partido                                | Ciudad       |
| ---------- | -------------------------------------- | ------------ |
| 23 de mayo | Indiana Pacers 102, New York Knicks 88 | Indianapolis |
| 25 de mayo | Indiana Pacers 88, New York Knicks 84  | Indianapolis |
| 27 de mayo | New York Knicks 98, Indiana Pacers 95  | Nueva York   |
| 29 de mayo | New York Knicks 91, Indiana Pacers 89  | Nueva York   |
| 31 de mayo | Indiana Pacers 88, New York Knicks 79  | Indianapolis |
| 2 de junio | New York Knicks 80, Indiana Pacers 93  | Nueva York   |
|            | Indiana Pacers gana las series 4-2     |              |

### Finales de la NBA
Los Angeles Lakers vs. Indiana Pacers
| Fecha       | Partido                                    | Ciudad       |
| ----------- | ------------------------------------------ | ------------ |
| 7 de junio  | Los Angeles Lakers 104, Indiana Pacers 87  | Inglewood    |
| 9 de junio  | Los Angeles Lakers 111, Indiana Pacers 104 | Inglewood    |
| 11 de junio | Indiana Pacers 100, Los Angeles Lakers 91  | Indianapolis |
| 14 de junio | Indiana Pacers 118, Los Angeles Lakers 120 | Indianapolis |
| 16 de junio | Indiana Pacers 120, Los Angeles Lakers 87  | Indianapolis |
| 19 de junio | Los Angeles Lakers 116, Indiana Pacers 111 | Inglewood    |
|             | Los Angeles Lakers gana las finales 4-2    |              |

## Estadísticas

### Temporada regular
| Jugador         | POS | PJ | PT | MJ    | REB | AST | ROB | TAP | PTS   | MPP  | RPP | APP | ROP | TPP | PPP  |
| --------------- | --- | -- | -- | ----- | --- | --- | --- | --- | ----- | ---- | --- | --- | --- | --- | ---- |
| Travis Best     | PG  | 82 | 0  | 1,691 | 142 | 272 | 76  | 5   | 733   | 20.6 | 1.7 | 3.3 | .9  | .1  | 8.9  |
| Reggie Miller   | SG  | 81 | 81 | 2,987 | 239 | 187 | 85  | 25  | 1,470 | 36.9 | 3.0 | 2.3 | 1.0 | .3  | 18.1 |
| Mark Jackson    | PG  | 81 | 81 | 2,190 | 296 | 650 | 76  | 10  | 660   | 27.0 | 3.7 | 8.0 | .9  | .1  | 8.1  |
| Austin Croshere | PF  | 81 | 14 | 1,885 | 516 | 89  | 44  | 60  | 835   | 23.3 | 6.4 | 1.1 | .5  | .7  | 10.3 |
| Sam Perkins     | PF  | 81 | 0  | 1,620 | 289 | 68  | 31  | 33  | 537   | 20.0 | 3.6 | .8  | .4  | .4  | 6.6  |
| Jalen Rose      | SF  | 80 | 80 | 2,978 | 387 | 320 | 84  | 49  | 1,457 | 37.2 | 4.8 | 4.0 | 1.1 | .6  | 18.2 |
| Rik Smits       | C   | 79 | 79 | 1,852 | 401 | 85  | 20  | 100 | 1,018 | 23.4 | 5.1 | 1.1 | .3  | 1.3 | 12.9 |
| Dale Davis      | C   | 74 | 72 | 2,127 | 729 | 64  | 52  | 94  | 743   | 28.7 | 9.9 | .9  | .7  | 1.3 | 10.0 |
| Al Harrington   | PF  | 50 | 0  | 854   | 159 | 38  | 25  | 9   | 328   | 17.1 | 3.2 | .8  | .5  | .2  | 6.6  |
| Chris Mullin    | SG  | 47 | 2  | 582   | 76  | 37  | 28  | 9   | 242   | 12.4 | 1.6 | .8  | .6  | .2  | 5.1  |
| Derrick McKey   | SF  | 32 | 0  | 634   | 135 | 35  | 29  | 13  | 139   | 19.8 | 4.2 | 1.1 | .9  | .4  | 4.3  |
| Jonathan Bender | SF  | 24 | 1  | 130   | 21  | 3   | 1   | 5   | 64    | 5.4  | .9  | .1  | .0  | .2  | 2.7  |
| Jeff Foster     | C   | 19 | 0  | 86    | 32  | 5   | 5   | 1   | 43    | 4.5  | 1.7 | .3  | .3  | .1  | 2.3  |
| Žan Tabak       | C   | 18 | 0  | 114   | 32  | 4   | 3   | 9   | 37    | 6.3  | 1.8 | .2  | .2  | .5  | 2.1  |

### Playoffs
| Jugador         | POS | PJ | PT | MJ  | REB | AST | ROB | TAP | PTS | MPP  | RPP  | APP | ROP | TPP | PPP  |
| --------------- | --- | -- | -- | --- | --- | --- | --- | --- | --- | ---- | ---- | --- | --- | --- | ---- |
| Jalen Rose      | SF  | 23 | 23 | 964 | 101 | 78  | 16  | 11  | 479 | 41.9 | 4.4  | 3.4 | .7  | .5  | 20.8 |
| Dale Davis      | C   | 23 | 23 | 714 | 263 | 17  | 11  | 31  | 190 | 31.0 | 11.4 | .7  | .5  | 1.3 | 8.3  |
| Mark Jackson    | PG  | 23 | 23 | 634 | 86  | 178 | 19  | 2   | 187 | 27.6 | 3.7  | 7.7 | .8  | .1  | 8.1  |
| Austin Croshere | PF  | 23 | 2  | 490 | 109 | 19  | 9   | 16  | 216 | 21.3 | 4.7  | .8  | .4  | .7  | 9.4  |
| Travis Best     | PG  | 23 | 0  | 463 | 57  | 66  | 19  | 4   | 204 | 20.1 | 2.5  | 2.9 | .8  | .2  | 8.9  |
| Sam Perkins     | PF  | 23 | 0  | 417 | 73  | 10  | 4   | 6   | 110 | 18.1 | 3.2  | .4  | .2  | .3  | 4.8  |
| Derrick McKey   | SF  | 23 | 0  | 352 | 79  | 14  | 7   | 4   | 47  | 15.3 | 3.4  | .6  | .3  | .2  | 2.0  |
| Reggie Miller   | SG  | 22 | 22 | 892 | 53  | 60  | 23  | 10  | 527 | 40.5 | 2.4  | 2.7 | 1.0 | .5  | 24.0 |
| Rik Smits       | C   | 22 | 21 | 461 | 78  | 21  | 10  | 20  | 241 | 21.0 | 3.5  | 1.0 | .5  | .9  | 11.0 |
| Žan Tabak       | C   | 10 | 0  | 47  | 16  | 0   | 0   | 2   | 12  | 4.7  | 1.6  | .0  | .0  | .2  | 1.2  |
| Chris Mullin    | SG  | 9  | 1  | 90  | 14  | 5   | 6   | 1   | 31  | 10.0 | 1.6  | .6  | .7  | .1  | 3.4  |
| Jonathan Bender | SF  | 9  | 0  | 21  | 3   | 0   | 1   | 0   | 12  | 2.3  | .3   | .0  | .1  | .0  | 1.3  |

## Galardones y récords
| Jugador       | Galardón                       |
| Jalen Rose    | Jugador más mejorado de la NBA |
| Reggie Miller | All-Star                       |
| Dale Davis    | All-Star                       |